# Algots

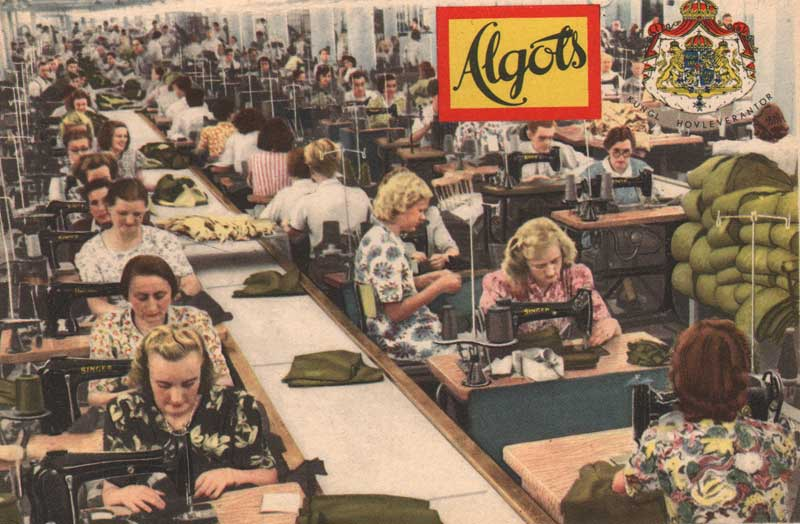
Sömmerskor på Algots. Reklamvykort utgivet av bolaget omkring 1955

Algot Johansson AB (Algots) var ett svenskt konfektionsföretag i Borås, som grundades 1907 av Algot Johansson, och försattes i konkurs 1977.

## Företaget grundas
Algot Johansson föddes 1886 i Roasjö i nuvarande Svenljunga kommun i nuvarande Västra Götalands län. I ung ålder började han hjälpa en lokal knalle, Emil Andersson på Slättäng, och vandrade runt med honom i Småland, Halland och södra Västergötland för att sälja varor. Johansson lyckades spara 3,50 kronor samt fick en kredit på 40 kronor för att kunna starta egen försäljning. Varorna köpte han från en grossist i Borås och sålde sedan till kunder i Sjuhäradsbygden.
År 1905 flyttade familjen Johansson till Borås och hela familjen blev indragen i Algot Johanssons affärer. I Borås började han själv producera egna arbetskläder; hans hustru Hildur och hans mor sydde upp blåkläder som Algot sedan sålde i Sjuhäradsbygden genom att knacka dörr. År 1913 bildades företaget Algot Johansson AB med lokaler vid Lilla Brännerigatan i Borås. Algot själv minskade på det egna resandet och blev grosshandlare och företaget expanderade utöver den närmaste familjekretsen. Förutom ett antal sömmerskor i fabriken i Borås använde sig Algot av hemsömmerskor som hämtade tyger och lämnade in färdigsydda kläder. Tygerna köpte företaget från traktens textilfabriker, Rydboholms och Wäfveribolaget. Runt 1920 hade han ett 30-tal anställda i Borås och cirka 1 500 hemsömmerskor. Verksamheten expanderade snabbt under 1920-talet och företaget flyttade in i nya lokaler på Allégatan 64 i Borås. År 1929 flyttades verksamheten än en gång till Bryggargatan 13-17 i Borås.

## Storhetstiden
Från 1930-talet minskade användandet av hemsömmerskor och tillverkningen fokuserades till fabriken, men fortfarande på 1950-talet anlitades cirka 300 hemsömmerskor årligen. Den tillverkning som Algots inte hann med själv lades ut på legotillverkare i trakten, oftast små familjeföretag på orter som Dannike, Dalsjöfors, Viskafors och Fristad. I den stora fabriken i Borås hade en tysk ingenjör, Albert Sonntag, anställts 1931, och denne införde löpandebandprincipen i tillverkningen. Detta sätt att arbete på innebar en långtgående standardisering av plaggen. Det innebar också en försämrad arbetsmiljö eftersom alla anställda i produktionen var tvungna att anpassa sitt arbetstempo till det löpande bandet. Personalomsättningen blev hög men antalet anställda ökade; från 130 anställda 1930 till det dubbla 1933.
År 1936 blev Algots ett aktiebolag och Algot Johansson, hans hustru Hildur och deras fyra söner ägde alla aktier. Algot Johanssons son Göte Johansson blev verkställande direktör 1957. Fram till 1961 satt endast familjen Johansson i företagets styrelse, därefter kom bland andra statsrådet John Ericsson i Kinna in. I maj 1963 börsintroducerades Algots.
Ingenjören Albert Sonntag var kvar på Algots fram till 1942. Denne var ledare inom den nazistiska rörelsen i Borås tills han blev inkallad i den tyska armén. Efter krigsslutet försökte Algot Johansson få tillbaka Sonntag till Borås och i januari 1950 gav den statliga Utlänningskommissionen arbetstillstånd för Sonntag. Innan tillståndet hade givits hade Svenska Beklädnadsarbetareförbundets avdelning 67 i Borås yttrat sig och tillstyrkt att tillstånd gavs. Avdelningen hade då kommit överens med företaget att Algots skulle betala en personalkonsulent för det fackliga arbetet på företaget. Efter att tillståndet givits utbröt den 27 januari en hetsig debatt och den fackliga centralorganisationen i Borås och Borås arbetarkommun protesterade. Från fackavdelningens sida hade frågan drivits av ombudsmannen David Erlandsson som även var socialdemokrat och ordförande för stadsfullmäktige samt ombudsmannen Hugo Björkman som även var suppleant i den fackliga centralorganisationen. Den 1 februari tog fackavdelningen tillbaka sitt beslut och i mars tvingades Erlandsson och Björkman att avgå. Erlandsson avgick också som ordförande i stadsfullmäktige. Den 12 mars tog Utlänningskommissionen tillbaka sitt beslut om Sonntags arbetstillstånd och denne fick lämna Sverige.
Efter andra världskriget expanderade Algots ytterligare. Privatkonsumtionen i Sverige ökade snabbt i slutet av 1940-talet och när konsumenterna fick mer fritid blev Algots sport- och fritidskläder storsäljare. Antalet anställda ökade från 440 anställda 1944 till över 1 000 anställda 1952. Det sistnämnda året tillverkades 2 miljoner plagg om året, denna siffra hade ökat till 4 miljoner 1967. Ökningen av antalet anställda genomfördes genom att företaget anställde invandrare som snabbt behövde få ett jobb. Efter kriget anställdes balter och sudettyskar och på 1950- och 1960-talen anställdes finländare, jugoslaver och greker. På 1950-talet fick även unga tyskar arbete på fabriken genom Schleswig-Holstein-aktionen. Den standardiserade tillverkningen gjorde att nyanställda kunde göra ett fullgott jobb redan efter en vecka. År 1971 chartrades ett flygplan och 130 kvinnor från Jugoslavien flögs till Sverige och fick börja jobba i Borås.

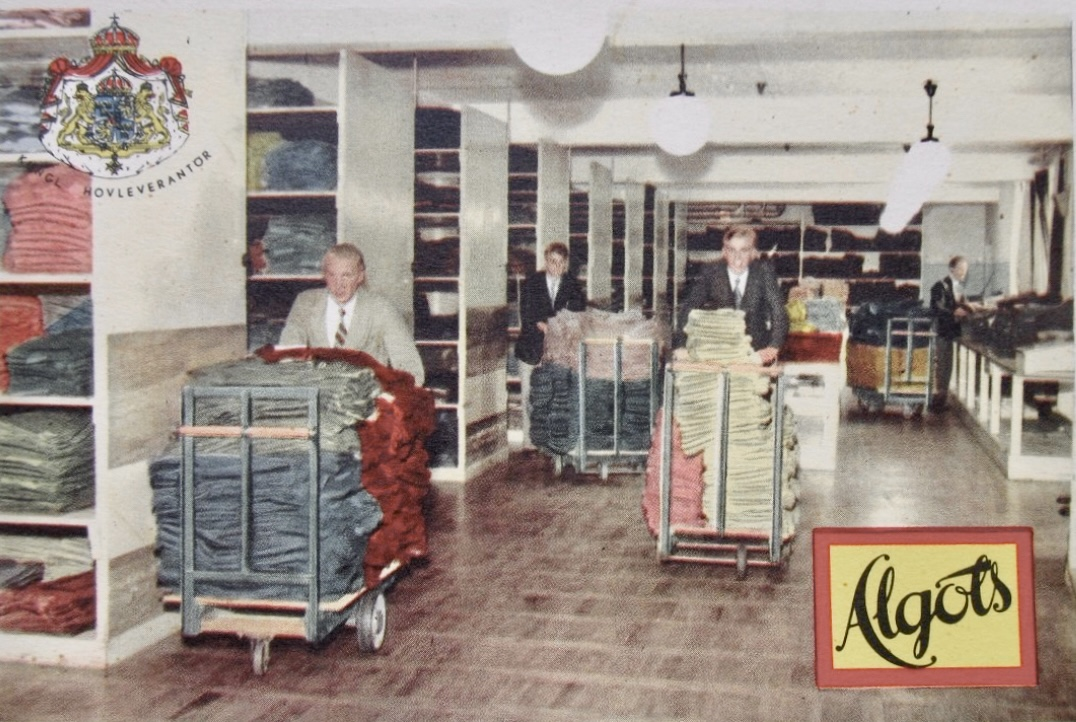
Algots klädlager i Borås.

Efter kriget inleddes en process i Europa där man sänkte tullmurar. Sverige blev medlem i frihandelsorganisationen EFTA 1960 och 1973 tecknade Sverige ett frihandelsavtal med EG. Att detta skulle kunna innebära ökad konkurrens genom billig tekoimport stod klart från början. För att minska riskerna för Algots startades tillverkning i Portugal 1966. I Portugal var lönerna en bråkdel av de svenska; medan en sömmerska i Borås hade 11,25 kronor i timmen i lön var motsvarande kostnad i Portugal 1,20 kronor. År 1969 startades en tekofabrik i Närpes i Finland, 1971 i Laihela och Alajärvi.

### Algots Nord
År 1972 kom företaget överens med statsmakten om att etablera tre fabriker i Skellefteå, Lycksele och Norsjö. Satsningen samlades i dotterbolaget Algots Nord. Från regeringens sida fanns det en önskan att inför riksdagsvalet 1973 kunna presentera en plan för att skapa arbetstillfällen i Västerbotten. För företaget fanns det en poäng i att på detta sätt försöka åtgärda bristen på arbetskraft i Borås. Algots lovade att skapa 1 000 jobb mot att staten stödde detta med 70 miljoner kronor. Det visade sig dock snabbt att avtalet mellan Algots och staten, skrivet av dåvarande statssekreterare Thage G. Peterson, var fyllt av otydligheter och kunde tolkas olika.
Etableringen kom igång och i slutet av 1974 var 700 personer anställda i Västerbotten. Fackföreningen var missnöjd över hur företaget skötte de fackliga relationerna och att antalet anställda i Borås sjönk när fabrikerna i Västerbotten etablerades.

## Tekokrisen
Inom företagets styrelse uppkom i slutet av 1960-talet en strid om hur företaget styrdes. Den verkställande direktören Göte Johansson skötte den dagliga verksamheten och inom styrelsen reagerade man på att viktiga beslut fattades utan dessa först hade diskuterats i styrelsen. Göte Johansson hade också ett mycket generöst tantiem, 0,5 procent av företagets årliga omsättning. Algots sköttes också fortfarande som ett familjeföretag utan ekonomisk budget eller kostnadsuppföljning. I början av 1970-talet fick företaget också ekonomiska problem, bland annat på grund av de ökande lönekostnaderna som ökade med 50 procent mellan 1974 och 1976 och den allt större textilimporten från lågprisländer. Efter den portugisiska nejlikerevolutionen våren 1974 förändrades också förutsättningarna där med höga löneökningar och strejker.
I april 1975 valde VD Göte Johansson att avgå efter att revisorerna riktat hård kritik mot hur verksamheten bedrevs. Ny VD blev Göte-David Johansson, Göte Johanssons son. Den 1 april 1976 blev Olle Söderholm, tidigare vice VD på Wirsbo bruk, ny VD. Denne fick försöka att ta hand om de ekonomiska problemen, bland annat den sjunkande försäljningen (247 miljoner 1974, 212 miljoner 1975). Företagets största kund, Kooperativa Förbundet, klagade på verksamheten och stod berett att överge företaget.
En lönsamhetsanalys som gjordes 1976 visade att 40 procent av alla order var olönsamma. En utredning visade också att företaget med utgångspunkt från 1977 års försäljningsprognos hade 800 för många anställda. Det stod klart att företaget befann sig i kris. Företaget inledde förhandlingar med industriminister Nils G. Åsling om ett stödprogram som skulle ge företaget 15,2 miljoner kronor under 1977. Företaget började då att varsla anställda, 168 personer i Västerbotten och 118 personer i Borås. I juni 1977 förklarade Åsling att han inte var beredd till att låta de 15,2 miljonerna utbetalas. Samma dag som företaget fick Åslings besked hölls en bolagsstämma där styrelsen meddelade att man beslutat inställa betalningarna. Olika försök att rekonstruera företaget föll på att Svenska Handelsbanken inte ville ge ytterligare kredit. Den 15 juni 1977 försattes därför Algot Johanssons AB och Algots Nord AB i konkurs.
Efter konkursen blev Algots en del av den statliga tekokoncernen Eiser. Enligt Mats Segerbloms monografi om Algots förklaras konkursen av att företaget fortsatte att satsa på billiga tekovaror trots konkurrensen från länder i Sydostasien. Ett stort misstag var också företagets satsning i Västerbotten.

## I populärkulturen
Proggbandet Nynningens låt Säj Algots, det räcker handlar om Sonntags införande av löpande bandet på företaget.
I låten "Borås, Borås" av Galenskaparna och After Shave sjungs raden "i postorder-skor och Algots-kostym gör jag entré i stora stan, Borås Borås"